# Megàpode de les Tanimbar
El megàpode de les Tanimbar (Megapodius tenimberensis) és una espècie d'ocell de la família dels megapòdids (Megapodiidae) que viu en zones boscoses i arbustives de les illes Tanimbar. Se l'ha considerat una subespècie de Megapodius reinwardt